# دومینیک مادر
دومینیک مادر (انگلیسی: Dominik Mader؛ زادهٔ ۱۹ آوریل ۱۹۸۹) بازیکن فوتبال اهل آلمان است.
از باشگاه‌هایی که در آن بازی کرده‌است می‌توان به باشگاه فوتبال وی‌اف‌آر آلن اشاره کرد.